# Prijedor
Prijedor (Servisch: Приједор) is een stad en gemeente in het noordwesten van Bosnië en Herzegovina en is bestuurlijk deel van de Servische Republiek. De gemeente is onderdeel van de regio Banja Luka. De gemeente Prijedor had volgens de laatste census in 1991 112.470 inwoners, de stad zelf 45.000. Hiervan was 44% Bosniak en 42,4% Serviër. Na de Bosnische Oorlog leefden er ongeveer 25.000 (Servische) vluchtelingen in de gemeente, terwijl Bosnische Kroaten en Bosniakken in 1992 zijn verdreven en systematisch vermoord, waardoor de etnische kaart van de stad drastisch is veranderd. In 2006 bestond de bevolking van de stad voor 84% uit Serviërs en voor 16% uit Bosniakken.

## Geografie
Prijedor ligt in de streek Bosanska Krajina, tussen de steden Sanski Most in het zuiden, Bosanski Novi in het westen, Bosanska Dubica in het noorden en de regionale hoofdstad Banja Luka in het oosten. Met uitzondering van Prijedor en Sanski Most, hadden de andere aangrenzende gemeenten voor de oorlog een nipte Servische meerderheid.
Twee kleinere steden, Ljubija en Kozarac, alsmede enkele dorpen en buurtschappen, behoren ook tot de gemeente. De rivier de Sana stroomt vanuit het westen de gemeente binnen, alvorens in het centrale deel naar het zuiden af te buigen. De stad Prijedor is gelegen in de riviervallei op de plek waar de Sana naar het zuiden afbuigt. Daarnaast is er een groot kunstmatig meer ten zuidoosten van de stad, speciaal aangelegd voor de visvangst.
Vooral in het noorden en westen van de gemeente is het bergachtig, met het beboste berggebied Kozara in het noorden.

## Geschiedenis
Vlak bij Prijedor bevonden zich tijdens de Bosnische Oorlog detentiekampen; kamp Omarska, Trnopolje en Keraterm, waar vele burgers van de gemeente, vooral Bosniakken en Kroaten, de dood vonden. Schattingen lopen uiteen van rond 2000 tot 4 à 5000 slachtoffers. Oorlogsburgemeester Milomir Stakic, alsmede tientallen anderen, zijn inmiddels veroordeeld door het Joegoslavië-tribunaal in Den Haag wegens oorlogsmisdaden op de niet-Servische burgerbevolking. In 2008 telt Prijedor 3204 geregistreerde 'vermisten', waarvan 1559 nog niet zijn gevonden. Ondertussen zijn 63 massagraven ontdekt in gemeente Prijedor, in de grootste, 'Stari Kevljani' werden de resten van 456 mensen ontdekt, met name ex-gevangenen van het kamp Omarska.

## Geboren
- Dragomir Mrsic (1969), Bosnisch-Zweedse acteur, crimineel en taekwondoka
- Josip Iličić (1988), Sloveens-Kroatisch voetballer
- Luka Bilbija (1989), voetbalscheidsrechter

Federatie van Bosnië en Herzegovina:

Banovići · Bihać · Bosanska Krupa · Bosanski Petrovac · Bosansko Grahovo · Breza · Bugojno · Busovača · Bužim · Čapljina · Cazin · Čelić · Centar · Čitluk · Drvar · Doboj Istok · Doboj Jug · Dobretići · Domaljevac-Šamac · Donji Vakuf · Foča-Ustikolina · Fojnica · Glamoč · Goražde · Gornji Vakuf-Uskoplje · Gračanica · Gradačac · Grude · Hadžići · Ilidža · Ilijaš · Jablanica · Jajce · Kakanj · Kalesija · Kiseljak · Kladanj · Ključ · Konjic · Kreševo · Kupres · Livno · Ljubuški · Lukavac · Maglaj · Mostar · Neum · Novi Grad · Novo Sarajevo · Novi Travnik · Odžak · Olovo · Orašje · Pale-Prača · Posušje · Prozor-Rama · Ravno · Sanski Most · Sapna · Široki Brijeg · Srebrenik · Stari Grad · Stolac · Teočak · Tešanj · Tomislavgrad · Travnik · Trnovo · Tuzla · Usora · Vareš · Velika Kladuša · Visoko · Vitez · Vogošća · Zavidovići · Zenica · Žepče · Živinice

De hoofdstad Sarajevo bestaat uit de gemeenten Centar, Novi Grad, Novo Sarajevo en Stari Grad.
Servische Republiek:

Banja Luka · Berkovići · Bijeljina · Bileća · Bosanska Kostajnica · Brod · Bratunac · Čajniče · Čelinac · Derventa · Doboj · Donji Žabar · Foča · Gacko · Gradiška · Han Pijesak · Istočni Drvar · Istočna Ilidža · Istočni Mostar · Istočno Novo Sarajevo · Istočno Sarajevo · Istočni Stari Grad · Jezero · Kalinovik · Kneževo · Kozarska Dubica · Kotor Varoš · Krupa na Uni · Srpski Kupres · Laktaši · Ljubinje · Lopare · Milići · Modriča · Mrkonjić Grad · Nevesinje · Novi Grad · Osmaci · Oštra Luka · Pale · Pelagićevo · Petrovac · Petrovo · Prijedor · Prnjavor · Ribnik · Rogatica · Rudo · Šamac · Šekovići · Šipovo · Sokolac · Srbac · Srebrenica · Teslić · Trebinje · Trnovo · Ugljevik · Ustiprača · Višegrad · Vlasenica · Vukosavlje · Zvornik